# Cent
În multe țări, centul este o subunitate a unității monetare egală cu 1/100 din unitatea monetară de bază.

## Galerie de imagini

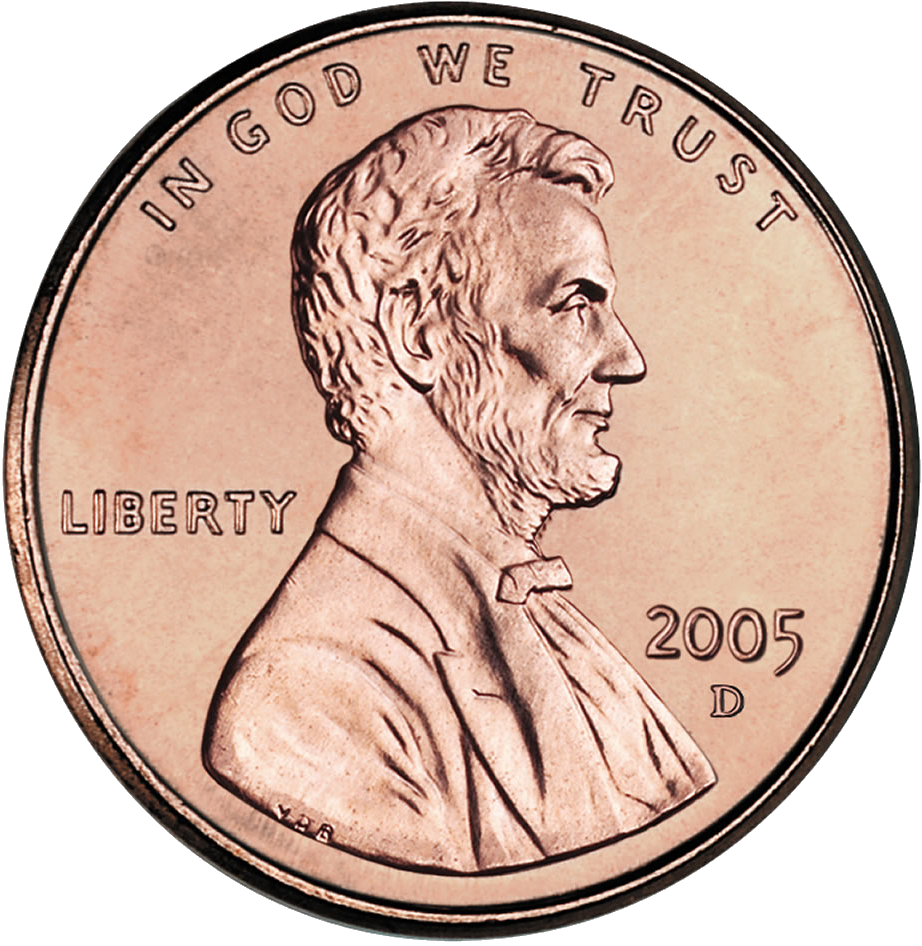
Monedă de un cent, emisă de US Mint, în anul 2005, necirculată; circular, sus: IN GOD WE TRUST[1]; la stânga, orizontal: LIBERTY; în dreapta, orizontal, milesimul 2005, iar dedesupt, D, marca monetăriei de la Denver; în centru, efigia președintelui Abraham Lincoln, bust spre dreapta.